# Masopust (Durych)
Masopust je krátký historický román Jaroslava Durycha, vydaný v roce 1938 v nakladatelství Melantrich. Durych sám tento román řadil mezi svá vrcholná díla, Masopust patří také k dílům, v nichž se nejvýrazněji projevuje Durychova barokní inspirace a snaha o návrat k barokní češtině a také jeho inklinace k expresionismu.  Podtitul románu zní: historický román o lidech hledajicích milostné štěstí. Po stránce sujetové jde o poměrně jednoduchý, téměř jako exemplum stavěný milostný příběh pokřtěné Židovky Evy, Žida Barucha a křesťana Šimona Vlka, odehrávající se v Praze v období Masopustu roku 1611 (přestože konkrétních historických reálií se v knize objevuje málo). Příběh je vyprávěn velmi lyrisovaně, skutečnost je v duchu expresionismu vnímána prostřednictvím pocitů postav, se všemi deformacemi, které takové vnímání nese. Je rovněž atomisován do drobnějších událostí, jevů a vjemů a vyprávěn velmi podrobně, čímž je vyvážena jednoduchost příběhu. Líčení se omezuje téměř vesměs na vyjádření pocitů, popisů je v románu jen velmi málo. Jazyk Masopustu napodobuje barokní češtinu, hojně využívá biblické imaginace. Kniha je (jako i další Durychovy romány) přes autorovu religiositu poměrně odvážná ve zobrazení sexuality, erotika je ale nazírána z pohledu katolické morální filosofie. Román je napsaný v er-formě, ale využívá úhel pohledu všech tří jednajících postav. Je rozdělen na tři části, každá část má několik desítek nečíslovaných, ale pojmenovaných kapitol, z nichž každá je vyprávěna z pohledu jedné ze tří hlavních postav. Dobová kritika román přijala s nepochopením. 